# Ченаде (деревня, Румыния)
Ченаде (рум. Cenade) — деревня, расположенная в жудеце Алба в Румынии. Административный центр коммуны Ченаде.

## География
Деревня расположена на расстоянии 243 км к юго-западу от Бухареста, 33 км к востоку от Алба-Юлии, 85 км к югу от Клуж-Напока, 131 км к западу от Брашова.

## Население
По данным переписи населения 2002 года в селе проживали 1005 человек.
Национальный состав деревни:
| Национальность | Кол-во человек | Процент |
| -------------- | -------------- | ------- |
| Румыны         | 879            | 87,5%   |
| Немцы          | 59             | 5,9%    |
| Цыгане         | 54             | 5,4%    |
| Венгры         | 8              | 0,8%    |

Родным языком назвали:
| Язык       | Кол-во человек | Процент |
| ---------- | -------------- | ------- |
| Румынский  | 931            | 92,6%   |
| Немецкий   | 59             | 5,9%    |
| Цыганский  | 8              | 0,8%    |
| Венгерский | 7              | 0,7%    |